# ويليام إتش كالفين
ويليام إتش كالفين (بالإنجليزية: William H. Calvin)‏ هو أستاذ جامعي وعالم أحياء أمريكي، ولد في 30 أبريل 1939 في كانساس سيتي في الولايات المتحدة.

## وصلات خارجية
- الموقع الرسمي